# Gubbi Thotadappa

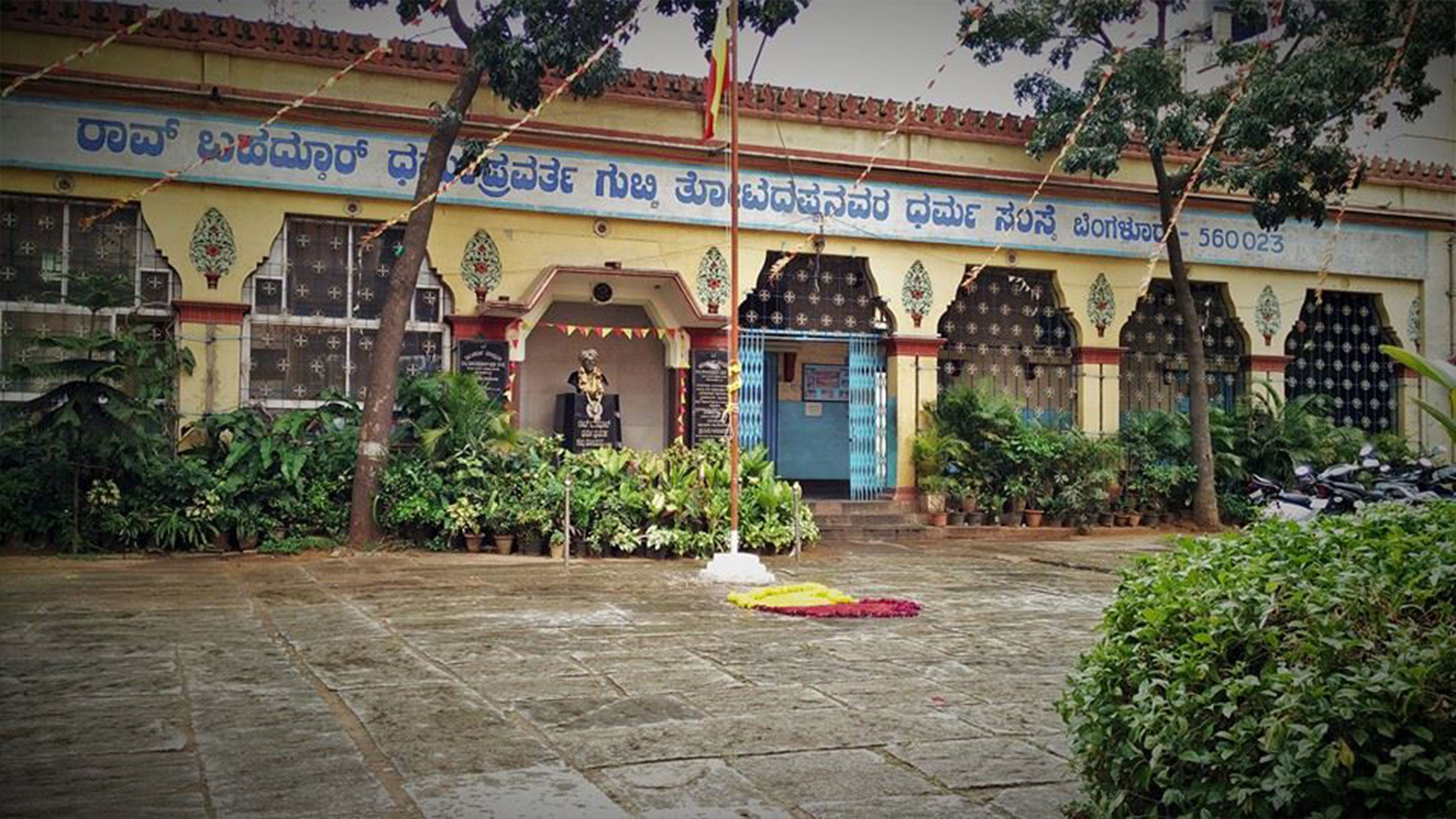
Rao Bahadur Dharmapravartha Gubbi Thotadappa Caridades (RBDGTC)

Rao Bahadur Dharmapravartha Gubbi Thotadappa, (Gubbi, 18 de diciembre de 1838-21 de febrero de 1910) fue un empresario y filántropo indio. Fundó un lugar de alojamiento gratuito para turistas de todo el país llamado "Thotadappa Chathra". Fue honrado con el título "Dharmapravartha" por el maharajá de Mysore, Krishnaraja Wodeyar IV y " Rao Bahadur " por el gobierno británico.

## Primeros años
Thotadappa nació en 1838 en una familia Lingayat de Gubbi . Su familia se mudó a Bangalore en los últimos años donde comenzó su negocio en Mamulpet.

## Filantropía

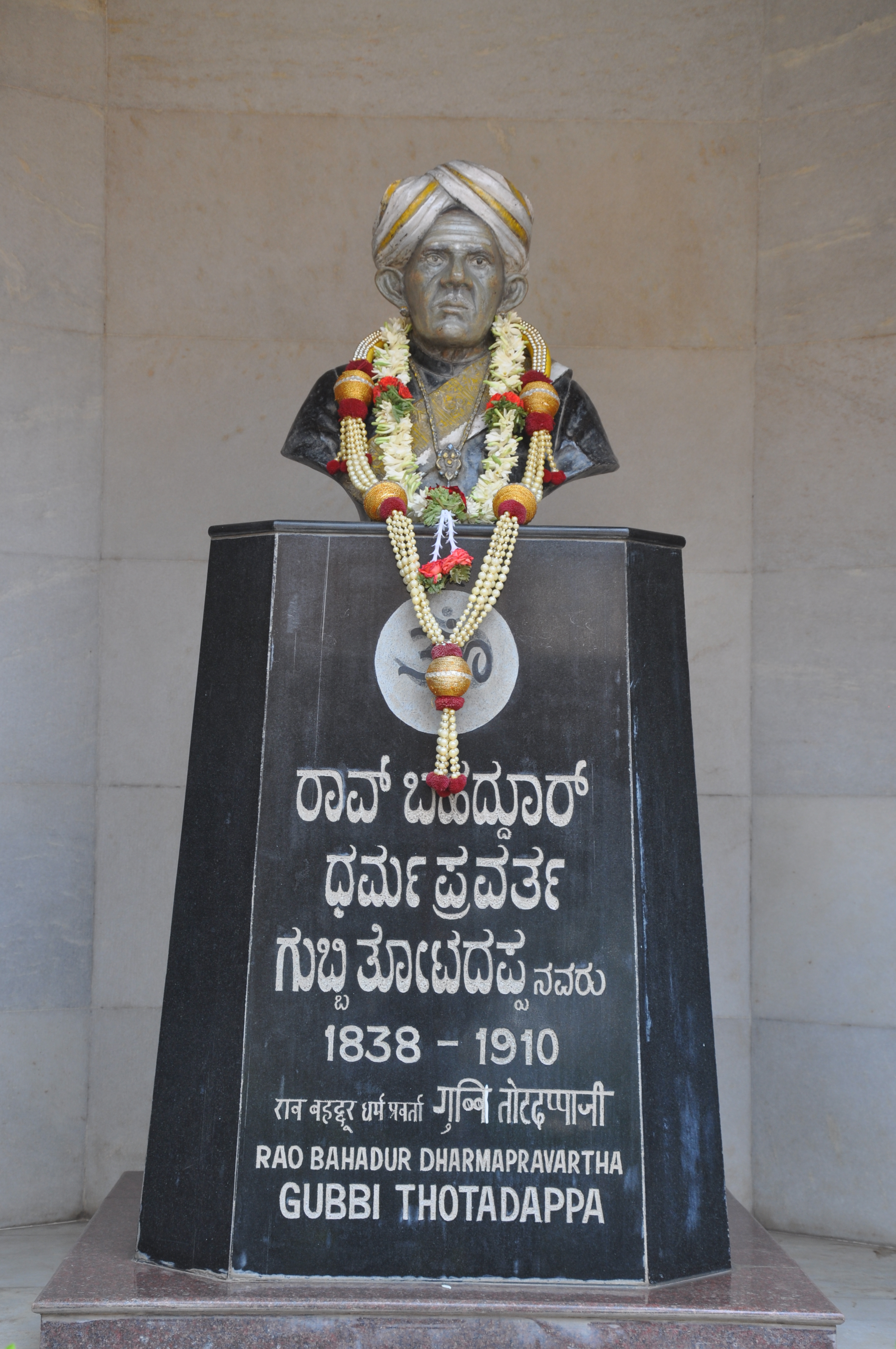
Estatua de Gubbi Thotadappa frente al fideicomiso RBDGTC

Al no tener hijos propios, Thotadappa decidió utilizar toda su riqueza en beneficio de los turistas y estudiantes. Estableció un fideicomiso llamado Rao Bahadur Dharmapravarta Gubbi Thotappa Charity (RBD GTC). En 1897, el fideicomiso compró un terreno cerca de la estación de tren de la ciudad de Bangalore y el 11 de febrero de 1903, Krishnaraja Wodeyar IV inauguró oficialmente el Dharmachatra (para pasajeros) y el albergue gratuito (para estudiantes). Durante sus últimos días donó todos sus bienes al fideicomiso RBDGTC y nombró a KP Puttanna Chetty como primer presidente de ese fideicomiso. El fideicomiso continúa su trabajo hoy. Esta instalación de albergue se extendió a todo Karnataka . En el año 2005, el albergue fue reconstruido. Para su centenario, el fideicomiso construyó Bell Hotel en la estación de autobuses de Kempegowda como fuente de ingresos. La instalación de alojamiento ofrece alojamiento a una tarifa nominal y está abierta a todos, independientemente de su religión. El uso del albergue, sin embargo, es exclusivo para estudiantes pertenecientes a la comunidad lingayat . Hasta la fecha el albergue no ha recibido subvenciones del Gobierno . El fideicomiso otorga becas por mérito a los estudiantes de Lingayat todos los años.

## Honores
- En 1905, el maharajá de Mysore, Krishnaraja Wodeyar IV, le otorgó el título de "Dharmapravartha" por sus servicios sociales.
- En 1910, Jorge V, emperador de la India, le concedió la nobleza de "Rao Bahadur".

## Muerte
El 21 de febrero de 1910, Thotadappa murió a la edad de 72 años.

## Influencia
- Dr. Sree Sree Sree Shivakumara Swamiji fue estudiante del albergue Thotadappa durante los años 1927-1930.
- S. Nijalingappa, cuarto ministro principal de Karnataka, fue estudiante del albergue Thotadappa durante los años 1921-1924.
- La carretera frente a la estación de tren de la ciudad de Bangalore se denominó "carretera Gubbi Thotadappa" en su honor.